# Bacidia scopulicola
Bacidia scopulicola är en lavart som först beskrevs av William Nylander och fick sitt nu gällande namn av Annie Lorrain Smith.
Bacidia scopulicola ingår i släktet Bacidia och familjen Ramalinaceae. Arten är reproducerande i Sverige. Inga underarter finns listade i Catalogue of Life.